# Người Yakoma
Người Yakoma là một nhóm dân tộc ở Cộng hòa Trung Phi (CAR), chiếm 4% dân số của đất nước. Khoảng 10.000 người Yakoma cũng cư trú tại Cộng hòa Dân chủ Congo.
Thành phố Yakoma ở ngã ba sông Welle và Mbobou được đặt tên theo dân tộc này. Họ đã cung cấp đất đai cho đồn bốt của người Pháp tại Les Abiras, nơi đóng vai trò là thủ phủ đầu tiên của Ubangi-Shari, nay là Cộng hòa Trung Phi. Người Yakoma là một sắc tộc Bantu nhưng nói một phương ngữ riêng biệt (còn được gọi là Yakoma) tương tự như tiếng Sango.
André-Dieudonné Kolingba, tổng thống Cộng hòa Trung Phi từ năm 1979 đến 1993 và nhà văn Adrienne Yabouza là những người Yakoma nổi bật.